# Nora Järnvägsmuseum och Veteranjärnväg
Stiftelsen Nora Järnvägsmuseum och Veteranjärnväg, NJOV, är en stiftelse som äger, förvaltar och utvecklar byggnaderna, marken och järnvägsspåren vid järnvägen Ervalla-Nora-Gyttorp samt kulturreservatet Pershyttan. Stiftare är Region Örebro län, Örebro kommun, Nora kommun, Nora Bergslags Veteran-Jernväg, Örebro läns museum, Järle byalag, Hembygdsföreningen Noraskog, Ervalla hembygdsförening och Axberg-Hovsta hembygdsförening.
Stiftelsen bildades den 17 december 1981.